# Kenneth A. Johnson
Kenneth Alan Johnson (* 26. März 1931 in Duluth, Minnesota; † 9. Februar 1999 in Boston, Massachusetts) war ein US-amerikanischer theoretischer Physiker.

## Leben
Johnson studierte Physik am Illinois Institute of Technology (Bachelor-Abschluss 1952) und an der Harvard University, wo er 1952 seinen Master-Abschluss machte und 1955 bei Julian Schwinger promovierte. Danach war er Research Fellow und Dozent (Lecturer) in Harvard. Nach einem Aufenthalt als Fellow der National Science Foundation am Niels-Bohr-Institut in Kopenhagen war er ab 1958 als Assistant Professor am Massachusetts Institute of Technology (MIT), wo er 1965 eine volle Professur bekam und bis zu seinem Tod blieb.
Johnson leistete wichtige Beiträge zur Quantenfeldtheorie. Er war einer der ersten, der in den 1960er Jahren chirale und andere Anomalien entdeckte und war in den 1970er Jahren an der Entwicklung des MIT-Bag-Modells beteiligt, des damaligen Standardmodells zur Beschreibung von Hadronen in der Quantenchromodynamik.
Er war Mitglied der American Academy of Arts and Sciences, der American Association for the Advancement of Science, Fellow der American Physical Society und Sloan Research Fellow.

## Schriften
- The bag model of quark confinement. In: Scientific American Juli 1979
- The physics of asymptotic freedom. In: Alan Guth, Kerson Huang, Robert L. Jaffe (Hrsg.): Asymptotic realms of physics. MIT Press, 1983 (Festschrift für Francis Low)
- mit Roman Jackiw: Dynamical model of spontaneous symmetry breaking. In: Physical Review D, Bd. 8, 1973, S. 2386
- mit Alan Chodos, Robert L. Jaffe, Charles B. Thorn, Victor Weisskopf: New extended model of hadrons. In: Physical Review D, Bd. 9, 1974, S. 3471–96 (MIT Bag-Modell)
- mit Alan Chodos, Robert L. Jaffe, Charles B. Thorn, Victor Weisskopf: Baryon structure in the bag theory. In: Physical Review D, Bd. 10, 1974, S. 2599